# Zeria incerta
Zeria incerta är en spindeldjursart som först beskrevs av Frade 1940.  Zeria incerta ingår i släktet Zeria och familjen Solpugidae. Inga underarter finns listade i Catalogue of Life.